# استان ایوبا
استان ایوبا (به لاتین: Ioba Province) یک منطقهٔ مسکونی در بورکینافاسو است که در ناحیه سود اوست (بورکینافاسو) واقع شده‌است. استان ایوبا ۳٬۲۵۱ کیلومتر مربع مساحت و ۲۶۵٬۸۷۶ نفر جمعیت دارد.